# Jan Jindra
Jan Jindra (Třeboň, 6 maart 1932 - 20 september 2021) was een Tsjecho-Slowaaks roeier.
Jindra nam driemaal deel aan de Olympische Zomerspelen. Jindra won in 1952 de gouden medaille in de vier-met-stuurman en in 1960 won Jindra de bronzen medaille in de acht.

## Resultaten
- Olympische Zomerspelen 1952 in Helsinki  in de vier-met-stuurman
- Olympische Zomerspelen 1956 in Melbourne halve finale in de acht
- Olympische Zomerspelen 1960 in Rome  in de acht

1900: Henri Bouckaert & Jean Cau & Émile Delchambre & Henri Hazebrouck & Charlot / Gustav Goßler & Oskar Goßler & Walter Katzenstein & Waldemar Tietgens & Carl Goßler  ·
1912: Albert Arnheiter & Hermann Wilker  & Otto Fickeisen & Rudolf Fickeisen & Otto Maier·
1920: Willy Brüderlin & Max Rudolf & Paul Rudolf & Hans Walter & Paul Staub · 
1924: Émile Albrecht & Alfred Probst & Eugen Sigg & Hans Walter & Émile Lachapelle ·
1928: Valerio Perentin & Giliante D'Este & Nicolò Vittori & Giovanni Delise & Renato Petronio ·
1932: Hans Eller & Horst Hoeck & Walter Meyer & Joachim Spremberg & Carlheinz Neumann ·
1936: Hans Maier & Walter Volle & Ernst Gaber & Paul Söllner & Fritz Bauer·
1948: Warren Westlund & Gordon Giovanelli & Robert Martin & Robert Will & Allen Morgan ·
1952: Karel Mejta & Jiří Havlis & Jan Jindra & Stanislav Lusk & Miroslav Koranda ·
1956: Alberto Winkler & Romano Sgheiz & Angelo Vanzin & Franco Trincavelli & Ivo Stefanoni ·
1960: Gerd Cintl & Horst Effertz & Klaus Riekemann & Jürgen Litz & Michael Obst·
1964: Peter Neusel & Bernhard Britting & Joachim Werner & Egbert Hirschfelder & Jürgen Oelke ·
1968: Dick Joyce & Ross Collinge & Dudley Storey & Warren Cole & Simon Dickie ·
1972: Peter Berger & Hans-Johann Färber & Gerhard Auer & Alois Bierl & Uwe Benter ·
1976: Vladimir Jesjinov & Nikolai Ivanov & Michail Koeznetsov & Aleksandr Klepikov & Aleksandr Loekjanov ·
1980: Dieter Wendisch & Ullrich Dießner & Walter Dießner & Gottfried Döhn & Andreas Gregor ·
1984: Martin Cross & Richard Budgett & Andy Holmes & Steve Redgrave & Adrian Ellison·
1988: Bernd Niesecke & Karsten Schmeling & Bernd Eichwurzel & Frank Klawonn & Hendrik Reiher ·
1992: Iulică Ruican & Viorel Talapan & Dimitrie Popescu & Nicolae Țaga & Dumitru Răducanu